# Standenstaat

De vlag van het Vaderlands Front.

De term Standenstaat (Duits: Ständestaat), ook Bondsstaat Oostenrijk (Duits: Bundesstaat Österreich) verwijst naar een bepaalde vorm van corporatisme zoals dit bestond in Oostenrijk in de periode 1934-1938.

## Geschiedenis
In maart 1933 stelde bondskanselier Engelbert Dollfuss het parlement buiten werking en regeerde voortaan per decreet. Naast het buiten werking stellen van het parlement, werd ook het constitutioneel gerechtshof ontbonden. Dollfuss regeerde in feite als dictator. Hij legitimeerde zijn machtsgreep door middel van een oude wet (Kriegswirtschaftliches Ermächtigungsgesetz) en door te wijzen op het nationaalsocialistisch gevaar. De Oostenrijkse NSDAP had in het voorjaar van 1932 een grote overwinning behaald bij de deelstaatverkiezingen.
Kort na de machtsovername verbood Dollfuss de Communistische Partij van Oostenrijk (26 mei 1933) en de Nationaalsocialistische Duitse Arbeiderspartij (19 juni 1933). De Sociaal-Democratische Arbeiderspartij van Oostenrijk (SDAPÖ) werd vooralsnog niet verboden maar een aantal van haar leiders werd opgepakt. In januari 1934 werden een aantal socialistische, nationaalsocialistische en communistische leiders opgesloten in een gevangenkamp te Kaisersteinbruch. Later werden zij overgebracht naar een kamp te Wöllerdorf.
In september 1933 gaf Dollfuss tijdens een toespraak aan dat hij van plan was de Oostenrijkse bondsgrondwet te vervangen door een nieuwe grondwet op corporatieve grondslag. De socialisten die bang waren dat Dollfuss zijn plannen zou doorvoeren kwamen op 12 februari 1934 in opstand. Hun militie, de Republikanischer Schutzbund was van zins de regering omver te werpen. Tot 16 februari woedde een korte, maar krachtige burgeroorlog tussen de Schutzbund enerzijdes en de Bundeswehr anderzijds. De Bundeswehr werd gesteund door de extreemrechtse milities Heimwehr en de Ostmärkische Sturmscharen. De ongelijke strijd werd gewonnen door de regering, die daarop de sociaaldemocratische SDAPÖ verbood. Later dat jaar hief de Christelijk-Sociale Partij (CS) zichzelf op. Dollfuss zelf kwam uit de rangen van de CS, maar hij had in juni 1933 een eenheidsbeweging, het Vaderlands Front (Vaterländische Front), opgericht.

## De inrichting van de Standenstaat
In mei 1934 kwam een nieuwe, corporatieve, grondwet tot stand. Deze grondwet was deels gebaseerd op de pauselijke encycliek Quadragesimo Anno, die samenwerking bepleitte tussen werknemers (arbeiders) en werkgevers, omdat beide groepen dezelfde belangen dienden. Ook speelde de Oostenrijkse traditie een grote rol. De Oostenrijkse samenleving moest worden opgedeeld in beroepsgroepen (Ständen). Iedere beroepsgroep kende een bestuur bestaande uit gekozen afgevaardigden van werkgevers en werknemersorganisaties, aangevuld door overheidsambtenaren. De grondwet verbood politieke partijen en kende het Vaderlands Front de status van eenheidsbeweging toe. De Nationale Raad, het lagerhuis van het Oostenrijkse parlement werd afgeschaft. De rol van volksvertegenwoordiging werd overgenomen door de diverse Ständen. De Bondsraad, het Hogerhuis van het Oostenrijkse parlement, bleef gewoon bestaan. De bondslanden (Bundesländer) bleven ook bestaan en hun autonomie werd niet echt aangetast. De wetgevende en uitvoerende macht kwam grotendeels in handen van de bondsregering. Hoewel de bondspresident (Wilhelm Miklas) uitgebreide macht kreeg, bleef diens handelen beperkt en de werkelijke macht was geconcentreerd in handen van de bondskanselier.
De officiële benaming van Oostenrijk werd Bondsstaat Oostenrijk (Bundesstaat Österreich). De oude benaming was Bondsrepubliek Oostenrijk (Bundesrepublik Österreich). Deze naamswijziging maakte een herstel van de monarchie mogelijk. Dollfuss zelf was geen overtuigd monarchist en zag niets in een herstel van het huis Habsburg. Conform de katholieke staatsleer was de staatsvorm van ondergeschikt belang.
Het corporatisme van Dollfuss wilde een "derde weg" zijn, tussen het kapitalisme en het marxisme in.

## De Standenstaat als alternatief voor het nationaalsocialisme en het marxisme
Dollfuss stelde zijn christelijke Oostenrijk rechtstreeks tegenover het heidense nationaalsocialisme van Adolf Hitler in nazi-Duitsland.
Dollfuss was niet alleen een fel tegenstander van het nationaalsocialisme, maar ook van het socialisme. Volgens Dollfuss, een gelovig rooms-katholiek, was de invloed van het marxistisch socialisme verantwoordelijk voor de geloofsverzaking onder de arbeiders. Zo dachten Dollfuss en de zijnen ook over het kapitalisme dat verantwoordelijk was voor het beëindigen van de "natuurlijke harmonie" tussen werkgever en werknemer en het ontstaan van linkse ideologieën in de hand hadden gewerkt. Dollfuss zette alles op alles om de arbeiders voor het regime te winnen. De voornaamste adviseur van Dollfuss, Ernst Karl Winter, die sinds de jaren 20 beïnvloed werd door het religieus-socialisme, richtte in februari 1934 de Vrije Arbeidersbond van Oostenrijk (Freie Arbeiterbundes Österreich) op. Het logo van de Arbeidersbond werd een zwart Latijns kruis op een rood veld, het vroegere logo van de Religieus-Socialistische Bond, die in 1934 samen met de SDAPÖ werd verboden. Veel aanhang onder socialisten kreeg de Arbeidersbond echter niet. Winter, die omschreven kan worden als "links", was namelijk geen tegenstander van het corporatisme en de Dollfuss-dictatuur en werd daarom door veel socialisten onaanvaardbaar als arbeidersleider. Met de afschaffing van de socialistische vakbond in 1934 sloten veel vroegere socialistische arbeiders zich aan bij de Christelijke vakbond die openlijk gekant was tegen de Dollfuss-dictatuur en herstel van de democratie nastreefden.
In juli 1934 werd bondskanselier Dollfuss in de bondskanselarij in Wenen door nazi-putschisten vermoord. De putsch zelf mislukte overigens en hij werd opgevolgd door Kurt Schuschnigg. Anders dan Dollfuss was Schuschnigg geen charismatisch leider. Ook was hij voorstander van een zekere toenadering tot Hitler, die beloofde Oostenrijk niet te annexeren. Tegelijkertijd vreesden zowel Schuschnigg als zijn ministers dat Hitler zich niet aan zijn belofte zou houden. In 1937 speelde bij Schuschnigg de gedachte om de monarchie onder het huis Habsburg te herstellen om zo de aanleiding voor een anschluss met nazi-Duitsland weg te nemen, anderzijds was dit plan een rechtstreekse provocatie. Toen Schuschnigg zijn plannen in februari 1937 voorlegde aan de Duitse minister van Buitenlandse Zaken, Konstantin Freiherr von Neurath, wees deze laatste Schuschnigg's plannen naar de prullenbak.

### Het einde van het regime
Eind 1937 en begin 1938 zocht Schuschnigg contact met de sociaaldemocraten. De SDAPÖ was altijd voorstander van een Anschluss geweest maar na de machtsovername door Hitler in Duitsland in 1933 keerde de SDAPÖ zich tegen de Anschluss. De gematigde krachten binnen de SDAPÖ, waaronder oud-kanselier Karl Renner, waren voorstander van een modus vivendi met het regime, mits men democratische hervormingen wilde doorvoeren. Of het bewind bereid was tot hervormingen, is onduidelijk omdat het regime korte tijd later ten val kwam.
Op 12 februari 1938 werden Schuschnigg en Guido Schmidt (minister van Buitenlandse Zaken) in Berchtesgaden ontboden door Hitler. Tijdens een langdurige tirade van de Führer werden Schuschnigg en Schmidt gedwongen akkoord te gaan met een Anschluss. Eigenlijk wilde Hitler dat Schuschnigg direct een document zou tekenen welke de Anschluss per direct zal doorvoeren. Schuschnigg wist echter tijd te rekken door er op te wijzen dat alleen de bondspresident (Wilhelm Miklas) zijn toestemming kan geven voor een Anschluss. Hitler gaf Schuschnigg een aantal dagen bedenktijd. Schuschnigg nam wel de nationaalsocialist Arthur Seyss-Inquart in zijn kabinet op. Terug in Oostenrijk wilde Schuschnigg een referendum houden over de Anschluss. Onder druk van Hitler zag Schuschnigg hiervan af. Op 11 maart 1938 staken Duitse militairen de Duits-Oostenrijkse grens over: de Anschluss was een feit. Schuschnigg, zijn ministers en medestanders werden gearresteerd. Schuschnigg werd tot 1945 opgesloten in een concentratiekamp. Op 12 maart werden het Vaderlands Front en andere instellingen van de Standenstaat ontbonden.

## Vergelijkingen met hetaustrofascisme
De corporatieve Standenstaat kent enkele overeenkomsten met het zgn. "austrofascisme." De austrofascisten, tot de invoering van de Standenstaat in 1933 georganisserd in de Heimwehr streefden evenals de corporatisten van Dollfuss openlijk naar de beëindiging van de parlementaire democratie en een verbod op politieke partijen, w.o. de SDAPÖ. De leider van de Heimwehr, Ernst-Rüdiger Fürst von Starhemberg was evenals Dollfuss een overtuigd voorstander van het behoud van de Oostenrijkse zelfstandigheid en tegen een Anschluss. Opmerkelijke verschillen tussen het Oostenrijkse corporatisme en het austrofascisme van de Heimwehr waren de ideologische wortels: Dollfuss en de zijnen baseerden zich op de Rooms-Katholieke staatsleer zoals opgetekend in encyclieken als Rerum Novarum en Quadragesimo Anno. In beide encyclieken wordt geen ruimte geboden voor het fascisme. Volgens Dollfuss was het fascisme een heidense leer, wat zich volgens hem o.a. al uitte in de symbolen, de fasces en het hakenkruis (swastika). Bewust koos Dollfuss in 1937 voor een christelijk symbool: het krukkenkruis. Als staatswapen van Oostenrijk werd de Habsburgse dubbele adelaar hersteld. In de kabinetten Dollfuss en Schuschnigg zaten ook leden van de Heimwehr (nu officieel leden van het Vaderlands Front), maar op relatief onbelangrijke posten. Starhemberg was weliswaar vicekanselier maar niemand na hem werkelijk serieus: hij was weliswaar een goed spreker, maar hij was vooral lui en was voortdurend op vakantie in Italië. In feite moest Starhemberg na de moord op Dollfuss bondskanselier worden, maar hij werd door bondspresident Miklas gepasseerd en Schuschnigg, de bondsleider (Bundesführer) van het VF werd de nieuwe kanselier.
De verhouding tot het nationaalsocialisme was bijzonder slecht. Dollfuss en Schuschnigg zagen in het nationaalsocialisme de grootste bedreiging voor het voortbestaan van de Oostenrijkse onafhankelijkheid. Dollfuss, een tegenstander van het socialisme nam zelf het woord nationaalsocialisme nooit in de mond. Hij sprak van het braune sozialismus ter onderscheiding van het rote sozialismus, het marxisme.

### Verhouding tot het rooms-Katholicisme
De verhouding tussen de Standenstaat en de Rooms-Katholieke Kerk was altijd goed. Dollfuss was een vroom katholiek en streefde naar rekatholisering van Oostenrijk. Volgens Dollfuss was de Maiverfassung, meigrondwet, volledig in overeenstemming met Quadragesimo Anno. Deze pauselijke encycliek handelde met name over de inrichting van een katholieke staat. In de encycliek wordt geen voorkeur uitgesproken voor een staatsvorm (democratisch of autoritair). Dollfuss, een tegenstander van de democratie, zag hierin de rechtvaardiging voor een ondemocratische staatsinrichting, maar gebruikte de encycliek ook om de herinvoering van de monarchie tegen te gaan. Opvallend is dat democratische katholieken in Oostenrijk met behulp van dezelfde encycliek de Standenstaat bestreden.

## Symboliek
Het bekendste symbool van de Standenstaat was de al eerder genoemde krukkenkruis, een uit de middeleeuwen stammend christelijk kruisteken. Dit werd ook het symbool van het Vaderlands Front. De dubbele adelaar, voorheen het staatswapen van Oostenrijk-Hongarije werd opnieuw ingevoerd ter vervanging van het wapen van de eerste Republiek, een eenkoppige adelaar die in zijn rechterklauw een hamer en in zijn linkerklauw een sikkel vasthield.. Het wapen van Oostenrijk ten tijde van de Standenstaat week echter op twee punten af van het vroegere, keizerlijke wapen. Ten eerste kregen de beide koppen van de adelaar een aura; ten tweede werden uit het borstwapen de wapens van Lotharingen en Habsburg weggelaten, terwijl dezen wel deel uitmaakten van het oude keizerlijke wapen.
De arbeidersafdeling van het Vaderlands Front voerde een rode vlag met een zwart Latijns kruis. Eerder werd deze vlag door de Religieus-Socialistische Beweging gebruikt.

## Voorstanders van de Standenstaat
- Walter Adam - secretaris-generaal van het VF
- Eduard Baar-Baarenfels - vicekanselier 1934-1936
- Engelbert Dollfuss (CS) - bondskanselier 1932-34
- Otto Ender (CS) - bondskanselier 1930-31
- Emil Fey (Heimwehr) - vicekanselier 1933-34
- Leopold Figl (CS/ÖVP) - bondskanselier 1945-1953
- Franz Karl Ginzkey - intellectueel
- Edmund Glaise-Horstenau (partijloos, later NSDAP) - bondsminister van Defensie
- Robert Hecht - ideoloog
- Ludwig Hülgerth (CS) - vicekanselier 1936-38
- Julius Raab (Heimwehr/ÖVP) - bondskanselier 1953-1961
- Vinzenz Schumy (Landbond/ÖVP) - vicekanselier 1927, bondsminister van Binnenlandse Zaken 1929-30, 1933
- Kurt Edler von Schuschnigg (CS) - bondskanselier 1934-38
- Othmar Spann - theoreticus
- Ernst-Rüdiger Fürst von Starhemberg (Heimwehr) - vicekanselier 1934
- Adam Winter (CS) - theoreticus

## Verwijzingen
1. ↑  The Austrians. A Thousand-year Odyssey, door: Gordon Brook-Shepherd, 1996, blz. 269
2. ↑  Die Vaterländische Front. Geschichte und Organisation, door: Irmgard Bärnthaler, 1971, blz. 31
3. ↑  The Austrians. A Thousand-year Odyssey, door: Gordon Brook-Shepherd, 1996, blz. 276
4. ↑  dat zijn corpora's, productschappen etc.
5. ↑  Die Vaterländische Front. Geschichte und Organisation, door: Irmgard Bärnthaler, 1971, blz. 79
6. ↑  idem, blz. 81
7. ↑  The Austrians. A Thousand-year Odyssey, door: Gordon Brook-Shepherd, 1996, blz. 305-306
8. ↑  idem
9. ↑  Anders dan Schuschnigg was Dollfuss niet bijzonder monarchistisch
10. ↑  Leopold Kunschak, Johann Staud e.d.
11. ↑  Dit wapen werd in 1945 wederom het staatswapen van Oostenrijk
12. ↑  Die Vaterländische Front. Geschichte und Organisation, door: Irmgard Bärnthaler, 1971, blz. 80